# Dendrobium capitellatoides
Dendrobium capitellatoides är en orkidéart som beskrevs av Johannes Jacobus Smith. Dendrobium capitellatoides ingår i släktet Dendrobium, och familjen orkidéer. Inga underarter finns listade i Catalogue of Life.